# Bajaga i instruktori
Bajaga i instruktori (Бајага и инструктори) – serbski zespół rockowy założony w 1984 roku w Jugosławii.

## Historia
Zespół powstał w 1984 roku w Belgradzie, założony przez kompozytora, autora tekstów, gitarzystę i wokalistę Momčilo Bajagicia „Bajagę”, urodzonego 19 lutego 1960 roku w Bjelovarze, a zamieszkałego i wychowanego w Belgradzie. Piosenkarz od 1978 do 1984 roku był członkiem belgradzkiej grupy rockowej Riblja čorba. Przygotował piosenki do nowego albumu Ribljej čorby, Pozitivna geografija. Nie zamierzał opuszczać dotychczasowego zespołu, jednakże postanowił samodzielnie wydać nowy album. Płyta, nagrana przez Bajagę i powołany w tym celu zespół Instruktori, okazała się przebojem. Członkowie nowo powstałego zespołu rozpoczęli współpracę już jako Bajaga i instruktori.

### Bajaga i Polska
- W 2001 roku na płycie Yugoton ukazała się jego piosenka „442 do Beograda”, z polskim tekstem pt. „Falochron”, którą zaśpiewał autor polskiego tekstu Olaf Deriglasoff.
- W 2001 roku Krzysztof Krawczyk zaśpiewał piosenkę Bajagi „Moji drugovi” z nowym polskim tekstem, pod tytułem „Mój przyjacielu”. Piosenka ta promowała album Krawczyka i Gorana Bregovicia – Daj mi drugie życie („Mój przyjacielu” była w Polsce powszechnie uważana za kompozycję Gorana Bregovicia, bo na płycie, na stronie czołowej jest wielkimi literami napisane KRAWCZYK & BREGOVIĆ i fotografia obu muzyków, a tytuł płyty mniejszymi poniżej. Na grzbiecie kompaktu i na samej płycie identycznie - co sprawia wrażenie jakby płyta nazywała się Krawczyk & Bregović i składała się z piosenek, skomponowanych przez Gorana Bregovicia, a zaśpiewanych przez Krzysztofa Krawczyka. W klipie „Mój przyjacielu”, promującym całą płytę, często wyświetlanym w telewizji, również wystąpił Krawczyk z Bregoviciem. Nazwisko 'Bajagić', widnieje tylko raz w książeczce dołączonej do płyty, poniżej polskiego tekstu piosenki, napisane malutką czcionką, poza tym w 2001 roku Momčilo Bajagić był w Polsce nieznany w przeciwieństwie do Bregovicia).
- Na albumie Yugopolis 2 z 2011 roku znajduje się piosenka „Ostatnia nocka”, zaśpiewana przez Macieja Maleńczuka z grupą Yugopolis, będąca polską wersją piosenki Bajagi – „Verujem - ne verujem” (później także na płycie  Bez prądu z roku 2013 i na płycie The Best of Yugopolis z 2014 roku).
- Kabaret pod Wyrwigroszem nagrał w 2020 roku kolejną, kabaretową aranżację piosenki „Verujem - ne verujem”, w oparciu o aranżację Macieja Maleńczuka, z tekstem Łukasza Rybarskiego pod tytułem „Wieże dwie”.

## Dyskografia

### Albumy studyjne
- Pozitivna geografija (PGP RTB, 1984) – płyta solowa nagrana w pierwotnym składzie zespołu Instruktori
- Sa druge strane jastuka (PGP RTB, 1985)
- Jahači magle (PGP RTB, 1986)
- Prodavnica tajni (PGP RTB, 1988)
- Neka svemir čuje nemir (PGP RTB, 1989)
- Od bižuterije do ćilibara (Komuna, 1997)
- Zmaj od noćaja (PGP RTS, 2001)
- Šou počinje u ponoć (PGP RTS, 2005)
- Daljina, dim i prašina (PGP RTS, 2012)
- U sali lom (PGP RTS, 2018)
- Ovaj svet se menja (Croatia Records/PGP-RTS, 2020)

### Kompilacje i albumy koncertowe
- The Best Of (PGP RTB, 1991)
- So far... (Red Luna Records Ltd. 1993)
- Neizbrisano (Biveco, 1995)
- Gold vol. 1 1960-1998 (PGP RTS,1998)
- Gold vol. 2 1960-1998 (PGP RTS, 1998)
- Balade (HiFi Centar 2000)
- Best of Live (Metropolis 2002)
- Ruža vetrova Beograda (HiFi CENTAR 2003)
- U Puli lom - Live at Arena (Croatia Records 2019)
- Koncert Bajaga i instruktori - Tašmajdan (Not On Label 2021)
- Koncert za rock grupu, orkestar i zbor - Sava Centar 2019. Live (35 Godina) - (Croatia Records, PGP RTS, 2 CD, 2022)

### Ścieżki dźwiękowe
- Ni na nebu, ni na zemlji (PGP RTS, 1994)
- Profesionalac (PGP RTS, 2003)

### Minialbumy
- Četiri godišnja doba (Diskoton, 1991)

### Single
- All You Need Is Love (Verzija 1986) / Jahači Magle (Ukratko) (PGP RTB, 1986)
- Zvezda (PGP RTS, 2001)
- Zmaj od noćaja (PGP RTS, 2001)

### DVDV
- Live - beogradski koncert beogradska arena 23 decembar 2006 (PGP RTS 2008)
- U Puli lom - Live at Arena (Croatia Records 2019)